# 久纳尔
久纳尔（Junnar），是印度马哈拉施特拉邦浦那縣的一个城镇。总人口24740（2001年）。

## 人口
该地2001年总人口24740人，其中男性12883人，女性11857人；0—6岁人口2974人，其中男1600人，女1374人；识字率76.91%，其中男性为81.42%，女性为72.01%。